# Цемно (Люблінське воєводство)
Цемно (пол. Ciemno) — село в Польщі, у гміні Камйонка Любартівського повіту Люблінського воєводства.
Населення — 281 особа (2011).

## Демографія
Демографічна структура станом на 31 березня 2011 року:
|          | Загалом | Допрацездатний вік | Працездатний вік | Постпрацездатний вік |
| -------- | ------- | ------------------ | ---------------- | -------------------- |
| Чоловіки | 132     | 31                 | 85               | 16                   |
| Жінки    | 149     | 34                 | 76               | 39                   |
| Разом    | 281     | 65                 | 161              | 55                   |